# Saint-Paul-en-Jarez
Saint-Paul-en-Jarez ist eine französische Gemeinde mit 4.758 Einwohnern (Stand 1. Januar 2022) im Département Loire in der Region Auvergne-Rhône-Alpes.
Sie liegt im Regionalen Naturparks Pilat, rund 20 Kilometer östlich von Saint-Étienne und wird vom Flüsschen Dorlay durchquert.

## Bevölkerungsentwicklung
| Jahr                       | 1962 | 1968 | 1975 | 1982 | 1990 | 1999 | 2009 | 2017 |
| Einwohner                  | 2561 | 2600 | 3360 | 3819 | 5179 | 4129 | 4090 | 4944 |
| Quellen: Cassini und INSEE |      |      |      |      |      |      |      |      |

## Partnerschaft
Saint-Paul-en-Jarez pflegt seit 1997 eine Städtepartnerschaft mit Herbertingen im Landkreis Sigmaringen – Baden-Württemberg.

## Persönlichkeiten
- Jacques Lisfranc (1790–1847), Chirurg